# 1298 Nocturna
1298 Nocturna eller 1934 AE är en asteroid i huvudbältet, som upptäcktes 7 januari 1934 av den tyske astronomen Karl Wilhelm Reinmuth i Heidelberg. Den har fått sitt namn efter det latinska ordet för nattlig.
Asteroiden har en diameter på ungefär 37 kilometer. Den tillhör och har givit namn åt asteroidgruppen Nocturna.